# Psalmopoeinae
Psalmopoeinae – podrodzina pająków z rodziny ptasznikowatych.
Ptaszniki te pozbawione są włosków parzących na opistosomie (odwłoku). Karapaks cechuje się oczami pary przednio-bocznej leżącymi na tej samej wysokości lub nieco wcześniej niż oczy pary przednio-środkowej. U obu płci odnóża mają skopule na nadstopiach i stopach rozszerzone bocznie w formę szpatułkowatą. Odnóża pary trzeciej i czwartej mają na goleniach lub nadstopiach albo zarówno na goleniach jak i na nadstopiach od jednego do trzech kolców brzusznych położonych w odsiebnej części członu.
Podrodzina neotropikalna, rozmieszczona od południowego Meksyku i Belize przez Gwatemalę, Nikaraguę, Honduras, Kostarykę, Panamę, Saint Vincent i Grenadyny, Saint Lucia, Trynidad i Tobago, Kolumbię, Wenezuelę, Gujanę, Surinam i Gujanę Francuską po Ekwador, Peru i Brazylię.
Takson ten wprowadzony został w 2010 roku przez Roberta Samm i Güntera Schmidta. Dwa lata wcześniej autorzy ci proponowali podrodzinę Sinutricanrinae o podobnym zakresie. Po rewizji dokonanej w 2022 roku przez Yeimy Cifuentes i Rogéira Bertaniego do podrodziny Psalmopoeinae zalicza się cztery rodzaje:
- Amazonius Cifuentes et Bertani, 2022
- Ephebopus Simon, 1892
- Psalmopoeus Pocock, 1895
- Tapinauchenius Ausserer, 1871